# Надпорожье (Ленинградская область)
Надпорожье (вепс. Koskenpä) — деревня в Алёховщинском сельском поселении Лодейнопольского района Ленинградской области.

## История
На плане западной части Лодейнопольского уезда, изданном в 1818 году, обозначены деревни Надпорожье и Надпорожье Верхнее.

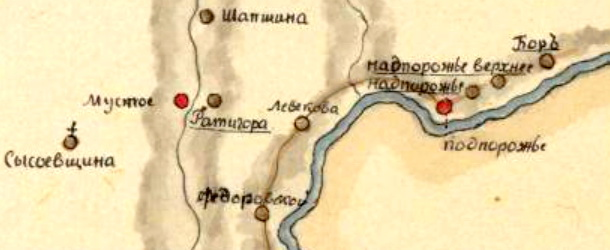
Деревня Надпорожье на плане 1818 года

НАДПОРОЖСКАЯ — деревня при реке Ояти, число дворов — 26, число жителей: 76 м. п., 91 ж. п.; Все чудь. 

БЕРЕГ (НАДПОРОЖЬЕ) — деревня при реке Ояти, число дворов — 7, число жителей: 11 м. п., 17 ж. п.; Все чудь. Часовен православных две. 

ГОРА (НАДПОРОЖЬЕ) — деревня при колодцах, число дворов — 13, число жителей: 21 м. п., 30 ж. п.; Все чудь. 

ЯМКА (НАДПОРОЖЬЕ) — деревня при ручье Перке, число дворов — 6, число жителей: 16 м. п., 18 ж. п.; Все чудь. 

НАДПОРОЖЬЕ НИЖНЕЕ — деревня при реке Ояти, число дворов — 24, число жителей: 65 м. п., 62 ж. п.; Все чудь. (1879 год)

Сборник Центрального статистического комитета описывал её так:

НАДПОРОЖЬЕ (НАДПОРОЖЬЕ-ВЕРХНЕЕ, СИЛОВА-ГОРА, ИВАНОВСКАЯ) — деревня бывшая владельческая при реке Ояти, дворов — 30, жителей — 327; Часовня, гончарный завод.

НАДПОРОЖЬЕ — деревня деревня бывшая государственная при реке Ояти, дворов — 36, жителей — 125; Часовня, 5 гончарных заводов. (1885 год)

Деревня относилась к Подборской (Сюрьянской) волости.
Список населённых мест Олонецкой губернии:

ВЕРХНЕЕ НАДПОРОЖЬЕ (СЕМОВА ГОРА) — деревня при реке Ояти, население крестьянское: домов — 15, семей — 15, мужчин — 40, женщин — 45, всего — 85; некрестьянское: нет; лошадей — 15, коров — 20, прочего — 59. 

НИЖНЕЕ НАДПОРОЖЬЕ — деревня при реке Ояти, население крестьянское: домов — 30, семей — 30, мужчин — 100, женщин — 110, всего — 210; некрестьянское: нет; лошадей — 29, коров — 56, прочего — 105. (1905 год)

В конце XIX — начале XX века деревня административно относилась к Шапшинской волости 2-го стана Лодейнопольского уезда Олонецкой губернии.
С 1917 по 1922 год деревня входила в состав Надпорожского сельсовета Шапшинской волости Лодейнопольского уезда.
С 1922 года в составе Ленинградской губернии.
С августа 1927 года в составе Оятского района. В 1927 году население деревни составляло 513 человек.
Согласно карте Ленинградской области Северо-западного аэрогеодезического треста ГГУ издания 1932 года деревня насчитывала 26 крестьянских дворов. В деревне находилась церковь, а на ручьях, впадающих в Оять, близ деревни — две водяные мельницы.
По данным 1933 года деревня Надпорожье являлась административным центром Надпорожского вепсовского национального сельсовета Оятского района, в который входили 9 населённых пунктов: деревни Бесова Гора, Бор (Ивановское), Верхнее Надпорожье, Власково, Кордино, Нижнее Надпорожье, Сомова Гора, Шордино, Ямка, общей численностью населения 1244 человека.
По данным 1936 года в состав Надпорожского сельсовета входили 7 населённых пунктов, 208 хозяйства и 5 колхозов.
С 1939 года в составе Подборского сельсовета.

Деревня Надпорожье на карте РККА 1940 года

С 1955 года в составе Лодейнопольского района.
В 1961 году население деревни составляло 180 человек.
По данным 1966, 1973 и 1990 годов деревня Надпорожье также входила в состав Подборского сельсовета.
В 1997 году в деревне Надпорожье Алёховщинской волости проживали 113 человек, в 2002 году — 95 человек (русские — 99 %).
В 2007 году в деревне Надпорожье Алёховщинского СП проживали 98 человек, в 2010 году — 78, в 2014 году — 80 человек.

## География
Деревня расположена в восточной части района на автодороге 41К-016 (Станция Оять — Плотично).
Расстояние до административного центра поселения — 35 км.
Расстояние до ближайшей железнодорожной станции Лодейное Поле — 81 км.
Деревня находится на правом берегу реки Оять.

## Демография
| 1879 | 1885 | 1905 | 1927 | 1961 | 1997 | 2007 |
| ---- | ---- | ---- | ---- | ---- | ---- | ---- |
| 407  | ↗452 | ↘295 | ↗513 | ↘180 | ↘113 | ↘98  |
| 2010 | 2014 | 2015 | 2016 | 2017 |      |      |
| ↘78  | ↗80  | ↘77  | ↘76  | ↘75  |      |      |

### Национальный состав
Согласно данным Всероссийской переписи населения 2021 года в деревне проживали 56 человек, из них:
русские — 55, вепсы — 1 человек.

## Инфраструктура
На 1 января 2014 года в деревне было зарегистрировано: хозяйств — 37, частных жилых домов — 75
На 1 января 2015 года в деревне зарегистрировано: хозяйств — 34, жителей — 77.

## Религиозные здания
Первая деревянная Владимирская церковь в деревне Нижне-Надпорожская была освящена 8 октября 1902 года, Нижне-Надпорожский приход был открыт в 1907 году.
Современная церковь Владимирской иконы Божией матери, 2018 года постройки, деревянная, недействующая.

## Улицы
тер. Кордино, тер. Шордино.